# Scytalopus griseicollis
A Scytalopus griseicollis a madarak osztályának verébalakúak (Passeriformes) rendjébe és a fedettcsőrűfélék (Rhinocryptidae) családjába tartozó faj.

## Rendszerezése
A fajt Frédéric de Lafresnaye francia ornitológus írta le 1840-ben, a Merulaxis nembe Merulaxis grisei-collis néven.

## Alfajai
- Scytalopus griseicollis gilesi T. M. Donegan & J. E. Avendano-C, 2008
- Scytalopus griseicollis griseicollis (Lafresnaye, 1840)[2]

## Előfordulása
Kolumbia és Venezuela területén honos. Természetes élőhelyei a szubtrópusi és trópusi hegyi esőerdők és magaslati cserjések. Állandó, nem vonuló faj.

## Megjelenése
Testhossza 10 centiméter.

## Természetvédelmi helyzete
Az elterjedési területe kicsi, egyedszáma viszont stabil. A Természetvédelmi Világszövetség Vörös listáján nem fenyegetett fajként szerepel.